# 出光美術館駅
出光美術館駅（いでみつびじゅつかんえき）は、福岡県北九州市門司区にある平成筑豊鉄道門司港レトロ観光線（北九州銀行レトロライン）の駅。
駅名はネーミングライツ制度により、命名権を財団法人出光佐三記念美術館が購入し、命名した。なお、計画段階での仮駅名はレトロ中央駅であった。

## 歴史
- 2009年（平成21年）4月26日：開業。

## 駅構造
プラットホーム1面1線を有する無人駅であるが、繁忙期には駅員が派遣され乗車券の販売などを行うことがある。

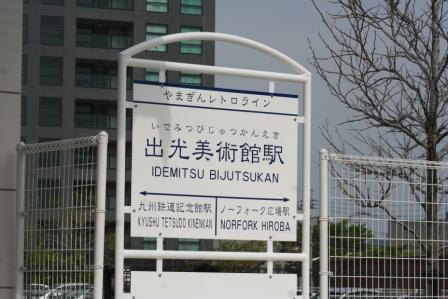
駅名標（2009年4月）
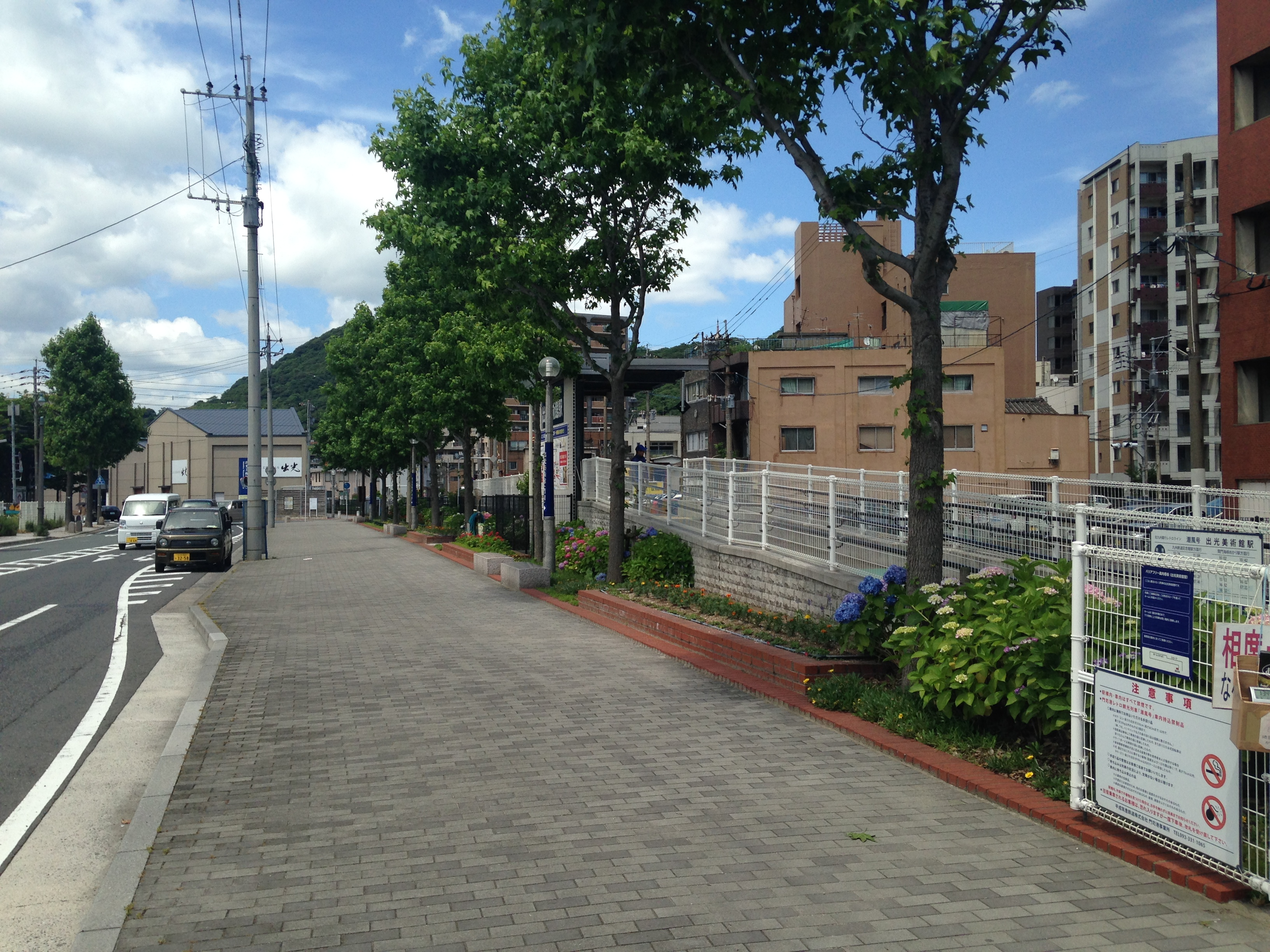
ホーム（2015年6月、駅沿いの道路から）

## 駅周辺

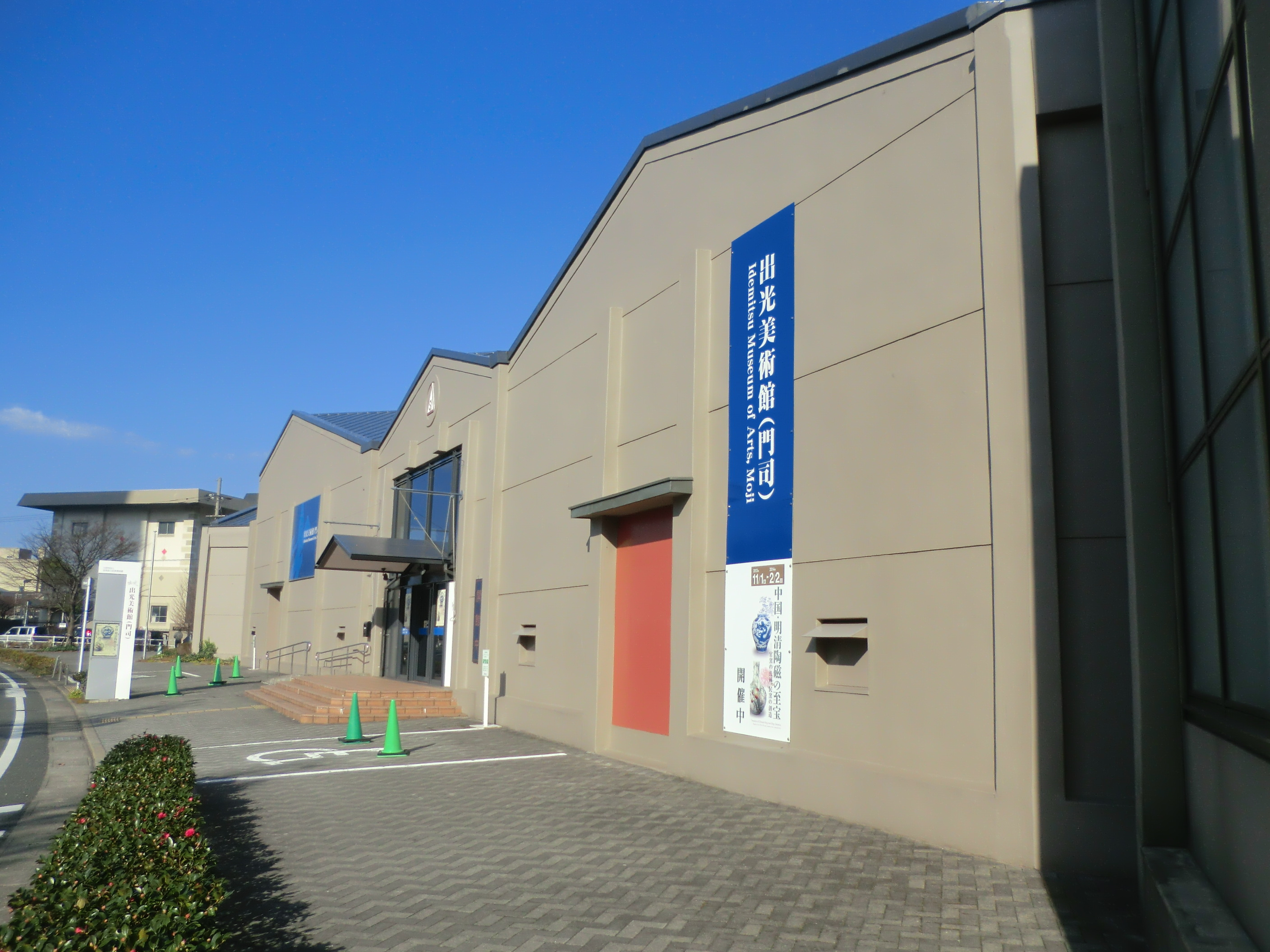
出光美術館（門司）（2008年12月）

- 出光美術館（門司）
- 北九州市大連友好記念館
- 門司港レトロハイマート
- 門司電気通信レトロ館
- 旧門司税関
- 港ハウス
- 旧外浜駅 - 貨物駅跡

## 隣の駅
平成筑豊鉄道
■門司港レトロ観光線（北九州銀行レトロライン）
九州鉄道記念館駅 - 出光美術館駅 - ノーフォーク広場駅